# Catocala distincta
Catocala distincta là một loài bướm đêm trong họ Erebidae.